# Nel mio letto
Nel mio letto è un singolo del gruppo rock italiano Verdena, ottava traccia di Solo un grande sasso. La traccia dura 3 minuti e 04 secondi.

## Formazione
- Alberto Ferrari: chitarra, voci
- Luca Ferrari: batteria, chitarra, percussioni
- Roberta Sammarelli: basso